# Wusheng
Wusheng  (en chino, 武胜; pinyin, Wǔshèng) es un condado  bajo la administración directa de la Prefectura Guang’an en la Provincia de Sichuan, República Popular China.  Su área es de 956 km² y su población total para 2010 superó los 580 mil habitantes.

## Administración
Desde diciembre de 2019, el  Condado Wusheng  se divide en 13 pueblos que se administran en 9 poblados y 4  villas.

## Toponimia
El topónimo Wusheng significa 'victoria militar'. En 1914, Dingyuan cambió de nombre a Wusheng porque ya existía su homónimo en la provincia de Anhui. El condado recibió su nombre de la montaña Wusheng (武胜山) ubicada en esta región.
Según el Compendio de Geografía Histórica (读史方舆纪要), la montaña Wusheng antiguamente llamaba Feilong Feng (飞龙峰) y cambio de nombre cuando el líder mongol Möngke Khan (蒙哥), durante su ataque a la fortaleza de Diaoyu (钓鱼城), acampó con sus tropas en este lugar otorgándole una 'victoria militar'. 
Otra versión sugiere que el nombre deriba de la frase 'lograr la victoria mediante la fuerza militar' (以武取胜 YǐWǔ qǔShèng).